# جامع بيلر بي
جامع بيلر بي (بالتركية: Beylerbeyi Camii)‏ هو جامع يقع في إسطنبول.
بني عام 1778 م في عهد السلطان العثماني عبد الحميد الأول .